# Hofen TG
| TG ist das Kürzel für den Kanton Thurgau in der Schweiz. Es wird verwendet, um Verwechslungen mit anderen Einträgen des Namens Hofen zu vermeiden. |

Hofen bei Sirnach war eine Ortsgemeinde im Kanton Thurgau (Schweiz), die von 1803 bis 1871 bestand und der Munizipalgemeinde Sirnach zugeordnet war. Hofen liegt links der Murg und ist heute mit dem am anderen Murgufer liegendem Sirnach zusammengewachsen.

## Geschichte

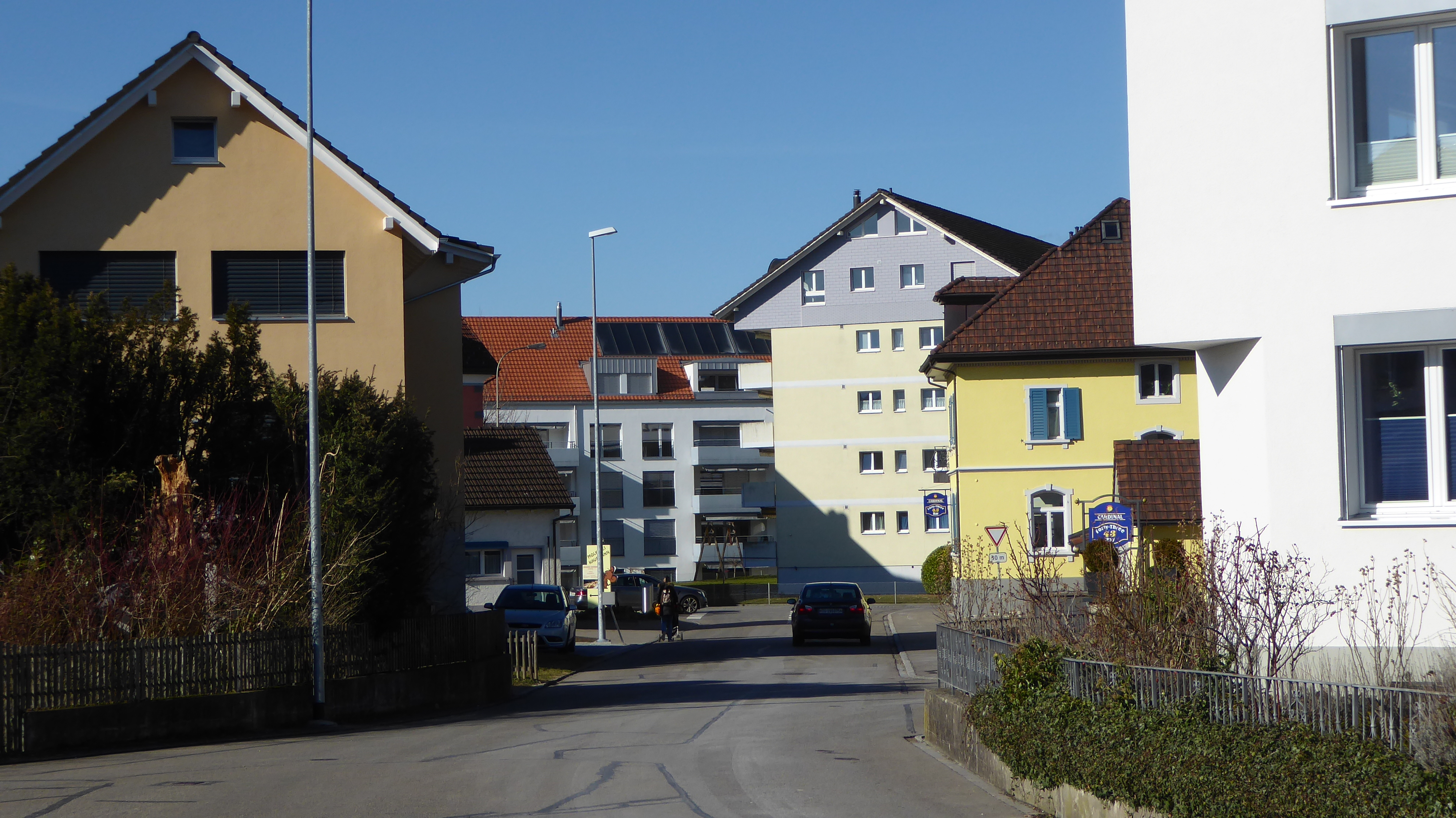
Lindenstrasse in Hofen. Die frühere Ortsgemeinde ist heute ein Wohnquartier des industriell geprägten Sirnach.

Hofen wurde 1244 das erste Mal als Hovin erwähnt. Hofen lag in den sogenannten Hohen Gerichten am Tuttwilerberg, wo vom Spätmittelalter bis 1798 der eidgenössische Landvogt bzw. der von ihm eingesetzte Vogt zu Hofen das Hoch- und das Niedergericht innehatte. Kirchlich teilte Hofen das Schicksal der Pfarrei Sirnach.
1803 wurde Hofen eine Ortsgemeinde, die 1812 mit der benachbarten Ortsgemeinde Holzmannshaus vereinigt wurde; Güter und Verwaltung blieben jedoch getrennt. 1871 wurde die Gemeinde Holzmannshaus aufgehoben. Hofen selbst kam zur Ortsgemeinde Sirnach, Holzmannshaus zur Ortsgemeinde Oberhofen, die 1950 mit Münchwilen vereinigt wurde. Der Ortsteil Hofen hatte im Jahr 1888 103 Einwohner.

## Bilder

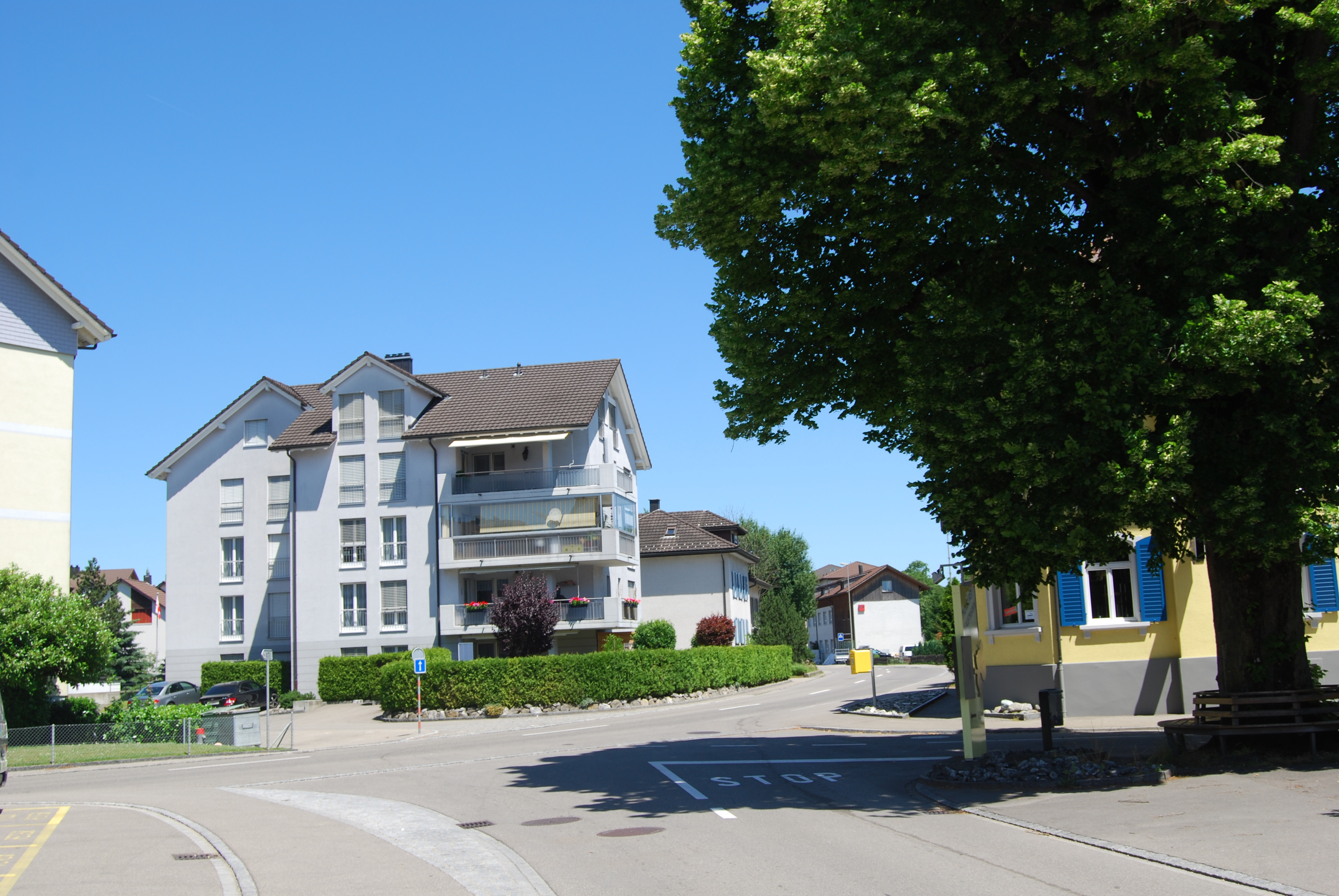
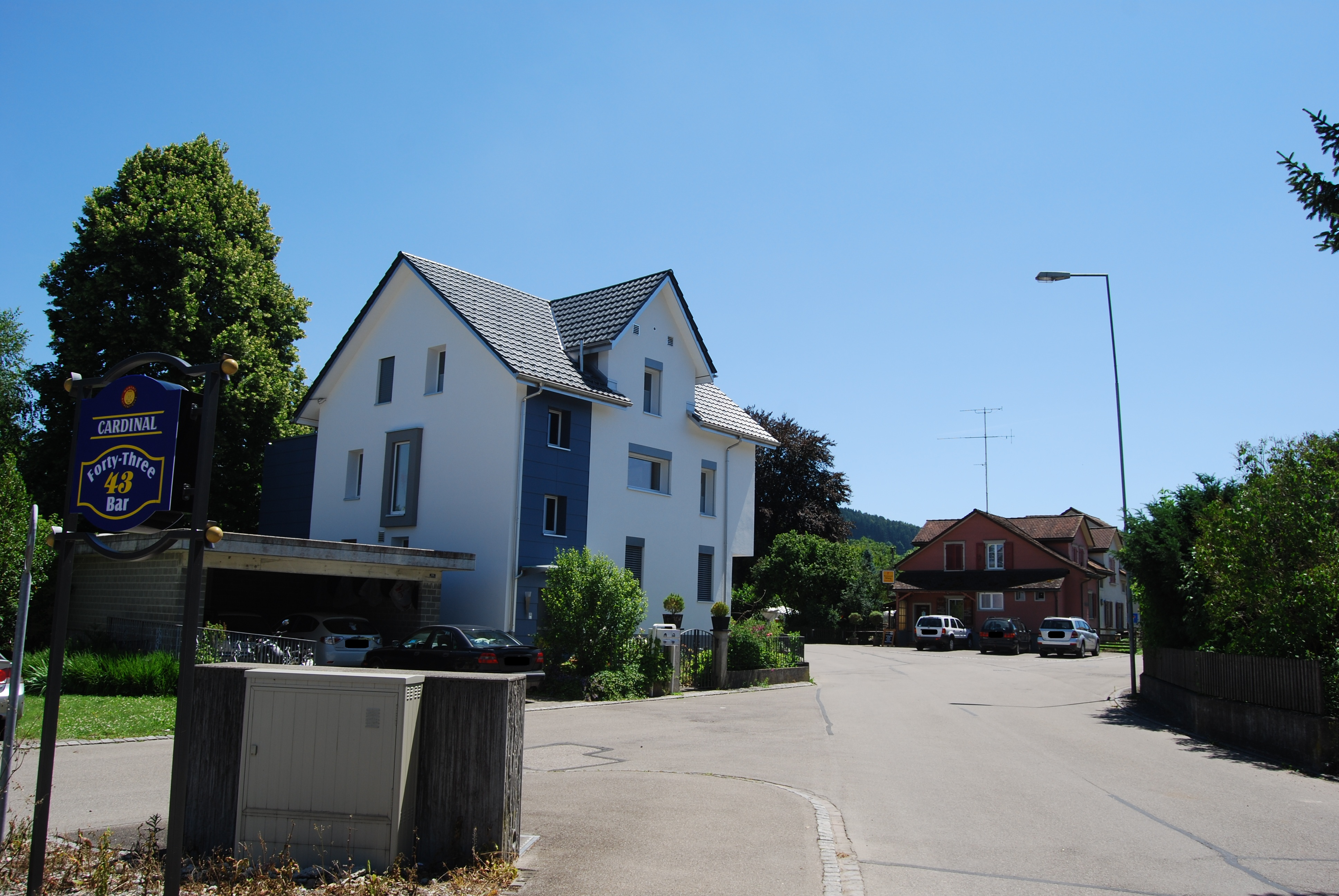
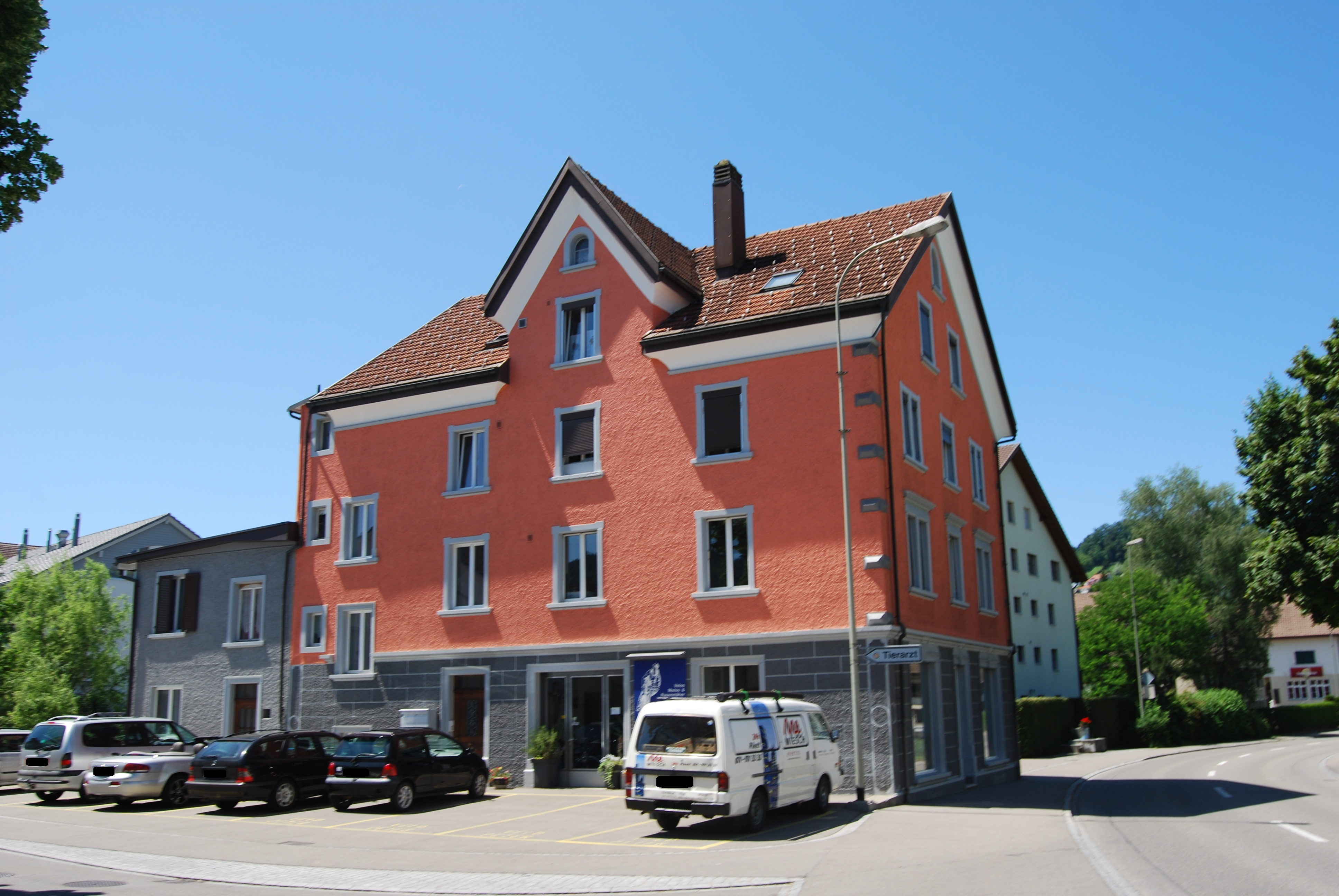